# Henry Ferrette
Ne doit pas être confondu avec Ferrette.
Henry Ferrette est un avocat, journaliste et homme politique français né le 13 juillet 1869 à Chardogne (Meuse) et décédé le 23 juin 1933 à Bar-le-Duc (Meuse)

## Biographie
Fils d'un géomètre, licencié en droit à Nancy puis docteur à Paris, il devient avocat au barreau de Bar-le-Duc, il mène en parallèle une carrière de journaliste politique dans la presse locale. Il se lance rapidement en politique. Il est conseiller général du canton de Vavincourt de 1898 à 1910 et de 1928 à 1933 et conseiller municipal de Bar-le-Duc de 1900 à 1908 et de 1929 à 1933.
Il est élu député de la Meuse en 1898 face au républicain modéré Jules Develle et siège sur les bancs du groupe antijuif puis de l'Action libérale. Durant son mandat, il est favorable au protectionnisme, au développement d'une législation sociale, d'un impôt sur le revenu et sur la séparation des Églises et de l'État avec un fort élan nationaliste. Il adhère à la Ligue de la patrie française avec Paul Déroulède et Albert Gauthier de Clagny. En 1903, il s'éloigne du mouvement antisémite et se dit indépendant, luttant contre la loi contre les congrégations, et pour un système retraite ainsi que la liberté syndicale. Il met en cause l'indépendance de la justice de la politique en 1904 et reproche la bienveillance des fonctionnaires durant les élections notamment avec un favoritisme pour les partis en place. Il dépose une loi en 1898 pour simplifier l'application des accidents de travail et l'extension à tous les salaries, il réclame aussi une augmentation de salaire des fonctionnaires des chemins de fer tout en diminuant le nombre d'attachés ministériels et de la police secrète ainsi que les sous-préfets. Il demande aussi un contrôle plus strict de l'État sur la législation sociale et sur les compagnies d'assurances notamment.
Le 4 octobre 1900, à Fains-les-Sources, Ferrette tue Dominique-Joseph Marlier lors d'un duel consécutif à une polémique de presse. Conseiller municipal radical de Bar-le-Duc, Marlier avait aidé Ferrette à se faire élire député en 1898, mais les deux hommes s'étaient ensuite brouillés. Jugé en cour d'assises, Ferrette est acquitté le 23 octobre suivant.
En 1910, Ferrette perd d'abord son siège de conseiller général avant d'être battu par un nouvel arrivant, André Maginot avec un programme assez proche. Après s'être représenté, il est à nouveau battu par Maginot en 1914 sur campagne centrée sur la loi des Trois ans où il déplore que la situation de l'armée est du aux radicaux tout en soutenant la loi.
Durant la Première guerre mondiale, il est caporal à 45 ans, ayant démissionné dans les années 1890, dans les Chasseurs à Pied durant la bataille de Verdun, dans l'Aisne et en Italie. Il reçoit cinq citations à l'ordre de l'armée, la Croix de Guerre en avril 1917 et est fait chevalier puis officier de l'Ordre de la Légion d'Honneur. Enfin, il est fait chevalier de l'Ordre de la Couronne d'Italie finit la guerre avec un taux d'invalidité de 75 %.
Le 6 juillet 1915, il perd son fils unique Marcel engagé volontaire à 16 ans et demi, devient sergent à 17 ans au sein du 367e régiment d'infanterie. Celui-ci tombe aux combats du Bois-le-Prêtre le jour même de son retour au front. Il fut le plus jeune sergent de l’armée française.
En 1919, Henry Ferrette s'inscrit au barreau de Metz et devient rédacteur du quotidien mosellan  Le Messin ; il est envoyé spécial de ce journal à la Société des Nations à Genève et en  devient par la suite le directeur politique et l'éditorialiste. Il se représente en 1919 sur la liste du général Maitrot, toujours opposé à Maginot, membre avec Ferrette de l'Union nationale des combattants. La liste rejette la faute  de l'impréparation de la guerre sur les « politiciens » et rejette la politique anticléricale, la lutte des classes avec un programme social limité. Il retrouve son siège au scrutin de liste, mais au quotient, avec un score très inférieur à la liste menée par Maginot, mais supérieur à la tête sa propre tête de liste. Durant son mandat, il soutient tous les gouvernements mais participe peu. En 1924, l'ensemble de la liste Maginot passant à la majorité absolue, Ferrette perd son mandat, et n'ose même pas se présenter en 1928 contre Maginot. Il retrouve cependant son siège au Conseil général la même année ainsi que son mandat aux municipales de Bar-le-Duc. Ce n'est qu'en 1932, après la mort d'André Maginot, qu'il retrouve son siège de député contre Raymond Frisé, candidat de concentration nationale, et Paul Wagner de la SFIO. Cependant, dès la fin 1932, il est cloué au lit et meurt en juin de l'année suivante.

## Distinctions
- Officier de la Légion d'honneur
- Croix de guerre 1914–1918 (avril 1917)
- Chevalier de l'ordre de la Couronne d'Italie

## Sources
- « Henry Ferrette », dans le Dictionnaire des parlementaires français (1889-1940), sous la direction de Jean Jolly, PUF, 1960 [détail de l’édition]
- Dir. Jean El Gammal, François Roth et Jean-Claude Delbreil, Dictionnaire des Parlementaires lorrains de la Troisième République, Metz, Serpenoise, 2006 (ISBN 2-87692-620-2, OCLC 85885906, lire en ligne), p. 214-215